# Brechung der Zinsknechtschaft
Brechung der Zinsknechtschaft war der Titel einer geldreformerischen Streitschrift Gottfried Feders, der zum wirtschaftspolitischen Kernbegriff und Slogan im 25-Punkte-Programm der NSDAP wurde. Gottfried Feder hatte 1919 den Deutschen Kampfbund zur Brechung der Zinsknechtschaft gegründet und im selben Jahr sein Manifest zur Brechung der Zinsknechtschaft des Geldes veröffentlicht. Das wirtschaftspolitische Konzept war antikapitalistisch und antikommunistisch, verstand sich jedoch als sozialistisch im Sinne der Volksgemeinschaft und war außerdem antisemitisch geprägt. In der völkischen Ideologie des Nationalsozialismus stand dieser Slogan in enger Verbindung mit dem Slogan „Gemeinnutz geht vor Eigennutz“, der auch im NSDAP-Parteiprogramm vorkommt, und mit der Unterscheidung von „raffendem und schaffendem Kapital“.

## Begriff

„Silvio Gesell oder Gottfried Feder“ – Die Unterschiedlichkeit der Konzepte Gesells und Feders wurden auch in der nationalsozialistischen Bewegung wahrgenommen (Titelseite einer österreichischen NS-Schrift von 1921)

Erstmals verwendet wurde der Begriff der Zinsknechtschaft von der Deutschen Arbeiterpartei in Böhmen, die unter dem Einfluss Walter Riehls 1913 auf einem Parteitag in Iglau ein neues Programm erstellte. Die DAP ging 1919 in der Deutschen Nationalsozialistischen Arbeiterpartei auf, die als Splitterpartei bis 1926 existierte. Der sudetendeutsche DAP-Politiker Rudolf Jung verwendete den Begriff in einer Aufsatzreihe, die 1913 in der Wiener Deutschen Arbeiter-Zeitung erschien.
Die Forderung nach „Brechung der Zinsknechtschaft“ wurde vom späteren Wirtschaftstheoretiker der NSDAP, Gottfried Feder, nach dessen eigenen Angaben Mitte November 1918 ausformuliert. Im Jahre 1919 gründete er einen „Kampfbund zur Brechung der Zinsknechtschaft“ und verfasste dessen Manifest. Ob sich Feder dabei an die Freiwirtschaftslehre Silvio Gesells anlehnte, ist in der wissenschaftlichen Literatur umstritten. Im April 1919 waren sich beide Theoretiker einmal begegnet, Gemeinsamkeiten stritten beide aber stets ab.
Geistige Wurzeln der Vorstellungen Feders finden sich in Wenzel Schobers und Josef Schlesingers Theorie eines ungedeckten „Volksgeldes“ ohne Goldbindung.
Hintergrund für diese und andere geldreformerische Vorschläge der unmittelbaren Nachkriegszeit waren die im Versailler Vertrag festgelegten Reparationszahlungen, die 1919 etwa 80 % des Reichshaushalts ausmachten. Feder wollte mit seinem Manifest „die internationalen übergewaltigen Geldmächte, die über allem Selbstbestimmungsrecht der Völker thronende überstaatliche Finanzgewalt, das internationale Großkapital, die sog. goldene Internationale“ bekämpfen, Codes für das Judentum, das er für die Verbreitung von Materialismus und eine allgemeine Entsittlichung verantwortlich machte. Er glaubte, mit der „Brechung der Zinsknechtschaft“ alle direkten und indirekten Steuern aufheben zu können, die „nur Tributpflicht gegenüber dem Großkapital, nicht aber, was wir uns manchmal einbilden, freiwilliges Opfer zur Verwirklichung von Gemeinschaftsarbeit“ bedeuten würden. „Die Befreiung von der Zinsknechtschaft des Geldes“ sei „die klare Losung für die Weltrevolution, für die Befreiung der schaffenden Arbeit von den Fesseln der überstaatlichen Geldmächte“. Er schlug vor, alle großen öffentlichen Aufgaben durch Ausgabe zinsloser „Staatskassengutscheine“ unter Vermeidung des Anleiheweges zu finanzieren.
Das Manifest zur Brechung der Zinsknechtschaft enthält ein Neun-Punkte-Programm und daraus abgeleitete Gesetzesforderungen:
1. Konvertierung aller Schuldtitel des Deutschen Reiches und der deutschen Bundesstaaten unter Aufhebung der Zinspflicht zu gesetzlichen Zahlungsmitteln zum Nominalbetrag
2. Bei festverzinslichen Papieren wird Zinspflicht in eine Rückzahlungspflicht umgewandelt.
3. ratenweise Zurückzahlung von Immobiliarschulden und Hypotheken
4. Das gesamte Geldwesen wird der Zentralstaatskasse unterstellt. Alle Privatbanken werden als Filialbetriebe angegliedert.
5. Realkredit wird nur durch die Staatsbank vergeben. Personal- und Warenkredit wird den Privatbankiers gegen staatliche Konzession überlassen.
6. Tilgung von Dividendenwerten auf gleiche Weise wie festverzinsliche Papiere
7. Alle Personen, die nicht in der Lage sind, ihren Lebensunterhalt zu verdienen, erhalten anstelle der bisherigen Zinserträgnisse gegen Einlieferung der Wertpapiere eine Leibrente.
8. nach Vermögen gestaffelte Einziehung von Kriegsanleihestücken und anderen Schuldtiteln des Reiches oder der Staaten
9. Volksaufklärung, dass das Geld nichts anderes ist und sein darf als eine Anweisung auf geleistete Arbeit.

## Nationalsozialismus
Feders wirtschaftspolitische Vorstellungen fanden 1920 Eingang in das 25-Punkte-Programm der NSDAP. In Punkt 11 wurden hier die „Abschaffung des arbeits- und mühelosen Einkommens“ gefordert, eine weitere Formulierung Feders. Darunter stand fettgedruckt als emphatische Zwischenüberschrift der folgenden Punkte „Brechung der Zinsknechtschaft!“ Punkt 11 selbst wurde als Folgerung des Gemeinnutzprinzips von Punkt 10 dargestellt: „Erste Pflicht jeden Staatsbürgers muß sein, geistig oder körperlich zu schaffen. Die Tätigkeit des Einzelnen darf nicht gegen die Interessen der Allgemeinheit verstoßen, sondern muß im Rahmen des gesamten und zum Nutzen aller erfolgen.“ Die Punkte 12–18 stellten einzelne Aspekte der Brechung der Zinsknechtschaft und der Gemeinnützigkeit dar:
„12. Im Hinblick auf die ungeheuren Opfer an Gut und Blut, die jeder Krieg vom Volke fordert, muß die persönliche Bereicherung durch den Krieg als Verbrechen am Volke bezeichnet werden. Wir fordern daher restlose Einziehung aller Kriegsgewinne. 13. Wir fordern die Verstaatlichung aller (bisher) bereits vergesellschafteten (Trust) Betriebe. 14. Wir fordern die Gewinnbeteiligung an Großbetrieben. 16. Wir fordern die Schaffung eines gesunden Mittelstandes und seiner Erhaltung, sofortige Kommunalisierung der Groß-Warenhäuser und ihre Vermietung zu billigen Preisen an kleine Gewerbetreibende, schärfste Berücksichtigung aller kleinen Gewerbetreibenden bei Lieferung an den Staat, die Länder oder Gemeinden. 17. Wir fordern eine unseren nationalen Bedürfnissen angepaßte Bodenreform, Schaffung eines Gesetzes zur unentgeltlichen Enteignung von Boden für gemeinnützige Zwecke. Abschaffung des Bodenzinses und Verhinderung jeder Bodenspekulation. 18. Wir fordern den rücksichtslosen Kampf gegen diejenigen, die durch ihre Tätigkeit das Gemein-Interesse schädigen. Gemeine Volksverbrecher, Wucherer, Schieber usw. sind mit dem Tode zu bestrafen, ohne Rücksichtnahme auf Konfession und Rasse.“
Feder galt bis zur Machtergreifung der Nationalsozialisten als wichtiger Wirtschaftstheoretiker der NSDAP, seine Veröffentlichungen werden in Adolf Hitlers Mein Kampf lobend erwähnt: Er habe ihn aufgeklärt über den „Unterschied dieses reinen Kapitals als letztes Ergebnis der schaffenden Arbeit gegenüber einem Kapital, dessen Existenz und Wesen ausschließlich auf Spekulation beruhen“. Die Notwendigkeit, dieses jüdisch konnotierte volksschädliche Börsen- und Leihkapital zu bekämpfen, sei eine der Voraussetzungen für die Gründung der NSDAP gewesen.
In Joseph Goebbels’ Kleinem Abc des Nationalsozialisten von 1925 wurde gleichfalls zwischen „Staats- und Börsenkapitalismus“, dies soll heißen: zwischen „national schaffendem und international-raffendem Kapital“ unterschieden. Die Kontrastierung mündete in die Forderung nach „Brechung der Zinsknechtschaft“:

„Unter Brechung der Zinsknechtschaft verstehen wir die Beseitigung der tyrannischen Geldgewalt der Börse in Staat und Wirtschaft, die das schaffende Volk ausbeutet, moralisch verseucht und zum nationalen Denken unfähig macht.“

Dabei wurde das angeblich nicht produktive, „raffende“ Kapital, dessen Zinsknechtschaft es zu brechen galt, mit dem Judentum assoziiert. Auf diesem Wege sollten die verbreiteten antikapitalistischen oder sozialistischen Sehnsüchte von Teilen der deutschen Bevölkerung auf den Antisemitismus der Nationalsozialisten umgeleitet werden.
Dass die „Brechung der Zinsknechtschaft“ über diese propagandistische Funktion hinaus keine Bedeutung hatte, zeigte Goebbels‘ zynischer Kommentar, „brechen müsse höchstens der, der diesen Unsinn anhöre“.
Was genau unter „Brechung der Zinsknechtschaft“ zu verstehen sei, änderte sich, je realistischer eine Regierungsübernahme durch die NSDAP zu werden schien: Hatte man darunter anfangs noch die Abschaffung jeglichen Zinses verstanden, wurden bald nur noch Zinssenkung und ein „gerechter Zins“ verlangt. Im Jahre 1924 trat Feder für die Enteignung sowohl jüdischen Besitzes als auch unprofitablen Großgrundbesitzes und für ein Einfrieren der Zinssätze ein. Für ihn stand stets im Vordergrund, dass der Staat die Hoheit über die Währung und damit die Möglichkeit einer staatlichen Geldschöpfung unabhängig von der Golddeckung erhalten sollte. In der Weltwirtschaftskrise verlangte er Arbeitsbeschaffungsmaßnahmen, die durch ein staatlich geschaffenes Girogeld bezahlt werden sollten. Von dieser Möglichkeit wollte er aber nur „in maßvoller Weise“ Gebrauch machen, denn die späteren Wirtschaftsminister Hjalmar Schacht und Walther Funk hatten Hitler gewarnt, dass eine Umsetzung der federschen Pläne die deutsche Wirtschaft endgültig ruinieren würde.
Nach der Machtergreifung spielten Feders Vorstellungen keine große Rolle in der tatsächlichen Politik des NS-Regimes. Feder bekam zwar zunächst den Posten eines Staatssekretärs im Reichswirtschaftsministerium, wurde dann aber auf immer unbedeutendere Posten abgeschoben, bis er sich schließlich resigniert ins Privatleben zurückzog. Das wesentliche Instrument der Reduzierung der Verschuldung war das Landwirtschaftliche Schuldenregelungsverfahren. Daneben wurden einige Maßnahmen zur Zinssenkung ergriffen, wie z. B. das „Gesetz über die Hypothekenschulden“. Mittels dieser Maßnahmen sanken die Diskontsätze der Privatbanken von einem Jahresdurchschnitt 4,95 % 1932 auf 2,91 % 1937. Diese Maßnahmen wurden von der nationalsozialistischen Presse als „Brechung der Zinsknechtschaft“ ausgegeben. Der Politikwissenschaftler Christoph H. Werth resümiert:

„Letztlich hatte die Doktrin von der ‚Brechung der Zinsknechtschaft‘ keine andere Funktion als die einer diesseitsbezogenen, materiell-trivialisierten ‚Heilslehre‘, die nur aufgrund ihrer Inhaltslosigkeit eine gewisse Bedeutung erlangen konnte.“